# Noonday, Texas
Noonday là một thành phố thuộc quận Smith, tiểu bang Texas, Hoa Kỳ. Năm 2010, dân số của xã này là 777 người.

## Dân số
- Dân số năm 2000: 515 người.
- Dân số năm 2010: 777 người.